# Đại học California tại Davis
Viện Đại học California tại Davis (UC Davis, UCD, hoặc Davis) là một trường đại học nghiên cứu công lập tọa lạc tại thành phố Davis, tiểu bang California, Hoa Kỳ. Một trong mười cơ sở thành viên của hệ thống Viện Đại học California (UC), UCD có số lượng tuyển sinh lớn thứ ba trong hệ thống chỉ sau UCLA và UC Berkeley. Trường ban đầu được thành lập như một cơ sở giảng dạy nông nghiệp của hệ thống UC vào năm 1905 và chính thức trở thành thành viên thứ bảy của hệ thống Viện Đại học California vào năm 1959.
Trường đại học này được phân loại vào nhóm R1, tức là có hoạt động nghiên cứu ở mức độ rất cao. Đội ngũ giảng viên UCD bao gồm 23 thành viên của Viện Hàn lâm Khoa học Quốc gia, 30 thành viên của Viện Hàn lâm Khoa học và Nghệ thuật Hoa Kỳ, 17 thành viên của Viện Luật Hoa Kỳ, 14 thành viên của Viện Y khoa và 14 thành viên của Học viện Kỹ thuật Quốc gia. Các giảng viên, cựu sinh viên và nhà nghiên cứu của trường đại học đã giành được một giải Nobel Hòa bình, một Huân chương Tự do của Tổng thống, ba giải Pulitzer, ba học bổng MacArthur và một huy chương Khoa học Quốc gia.